# Nexant
Nexant ist ein privates US-amerikanisches Software- und Beratungsunternehmen. Das Unternehmen bietet Software und Informationsdienste für die Energie- und Petrochemiebranche an.
Nexant entstand aus vier Vorgängerunternehmen und wurde am 1. Januar 2000 als Tochtergesellschaft von Bechtel ausgegründet. In den nächsten Jahren kam es zu einer raschen Expansion bei der weltweit Büros gegründet wurden.

## Software
- iEnergy[5]
- Grid360: Software für Stromnetzbetreiber[6]
- iHedge: Software für US-amerikanische Strombörsen[7]
- Petrochemical Simulator: Planungssoftware für die Petrochemie[8]

## NexantThinking
2001 übernahm Nexant von IBM die Tochtergesellschaft Chem Systems, die seit langem als Statistik- und Preis-Informationsdienst für die Chemiebranche tätig ist. Heute ist sie unter dem Namen NexantThinking tätig.